# Pashupatinagar
Pashupatinagar, ook PasupatiNagar of Pashupati Nagar,  is een dorpscommissie (Engels: village development committee, afgekort VDC; Nepalees: panchayat) in het oosten van Nepal, gelegen in het district Ilam in de Mechi-zone. Ten tijde van de volkstelling van 2001 had het een inwoneraantal van 7933 personen, verspreid over 1623 huishoudens; in 2011 waren er 8271 inwoners, verspreid over 1980 huishoudens.